# Kostel svatého Jiří (Řečice)
Kostel svatého Jiří v Řečici na Vysočině patří do skupiny tří tzv. podlipnických kostelů. Pochází zřejmě již z první poloviny 14. století, byť poprvé zmiňován je až v roce 1352 v rejstřících papežských desátků. Stavba je vzácným případem dochované lidové gotické stavby vyzdobené rustikálními malbami, pocházejícími zřejmě ze třetí čtvrtiny 14. století. Od roku 1958 je kostel chráněn jako kulturní památka České republiky.
Ve prospěch záchrany a oživení kostela i dvou dalších v Dolním Městě a v Loukově se angažuje sdružení Přátelé podlipnických kostelů.

## Nástěnné malby

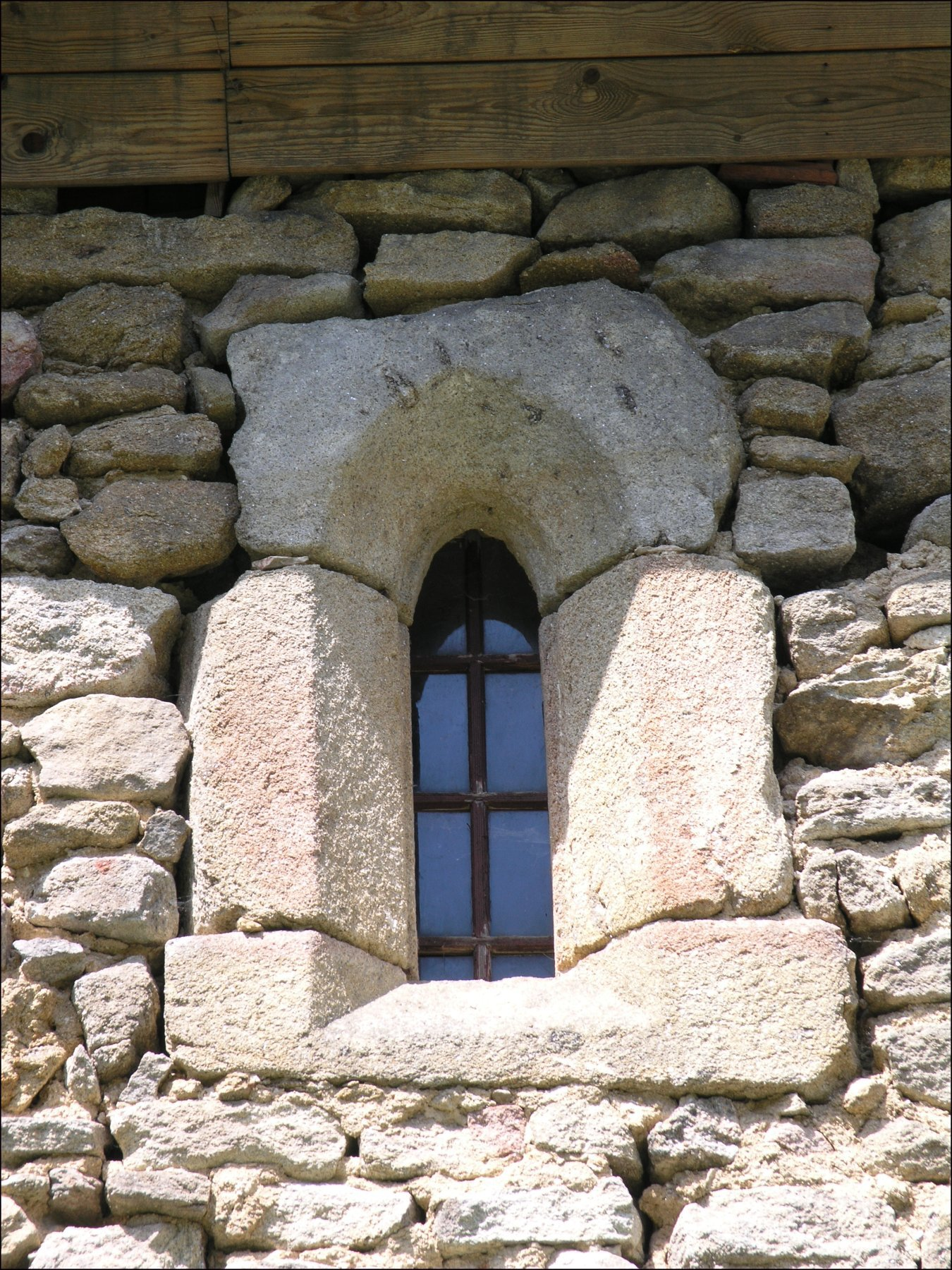

Na severní stěně lodi je vyobrazen Boj sv. Jiří s drakem, sv. Kryštof a Umučení sv. Erasma. Na východní stěně je obraz Zázračný rybolov a fragment se Smrtí Panny Marie. Kněžiště obepíná úzký pás s postavami proroků a sibyl. Na úrovni oken se nalézají obrazy světců spolu se scénou Ukřižování a Posledního soudu. Na klenbě je vyobrazen Kristus na duze, dále symboly čtyř evangelistů a obrazy slunce a měsíce. V kněžišti jsou zobrazeny čtyři mužské postavy, které nemají svatozář; zřejmě tak jde o symboly čtyř živlů.

## Bohoslužby
Bohoslužby se v kostele konají v pondělí v 10.00.